# Тавитов, Михаил Давидович
Михаил Давидович Тавитов, другой вариант имени и отчества — Масугко Дрисович (3 января 1914 года, село Тауитта, Терская область — 19 января 2004 года, Алма-Ата, Казахстан) — старший зоотехник каракулеводческого совхоза «Сараджинский» Министерства внешней торговли СССР, Тахта-Базарский район Марыйской области. Герой Социалистического Труда (1948).

## Биография
Родился в 1914 году в крестьянской многодетной дигорской семье в селе Тауитта Терской области. В 1927 году вместе со семьёй переехал в равнинное село Карман-Синдзикау, где начал учиться в сельской школе, которую закончил в 1931 году. С 1931 года учился в Московском горном институте. Будучи студентом, работал учеником токаря. С 1933 года — студент рабфака Московского зоотехнического института Народного комиссариата внешней торговли, по окончании которого поступил на факультет овцеводства этого же института. В 1936 году пытался поступить в Высшее техническое училище имени Баумана, однако из-за обвинения в родственных связях с дядей, эмигрировавшим в США ещё до Первой мировой войны и возвратившимся на родину, был вынужден выбрать факультет овцеводства Московского зоотехнического института, который окончил в июне 1941 года.
В сентябре 1941 года был направлен в Туркменскую ССР, где был назначен зоотехником совхоза «Ербент» и заместителем директора этого же совхоза. В 1942 году занимался организацией нового совхоза «Чемен-Абид». С января 1943 года возглавил овцеводческое хозяйство с семидесятитысячным поголовьем овец. С мая 1944 года — заместитель директора совхоза «Сараджинский» Туркменского каракулеводческого треста в Тахта-Базарском районе Марыйской области.
В 1947 году совхоз «Сараджинский» получил 85,2 % каракульских смушек первого сорта и 127 ягнят к отбивке на каждые 100 каракульских овцематок от имевшихся на начало года 3823 маток. За получение высокой продуктивности животноводства в 1947 году при выполнении совхозами плана сдачи государству продуктов животноводства и плана развития животноводства по всем видам скота указом Президиума Верховного Совета СССР от 15 сентября 1948 года удостоен звания Героя Социалистического Труда с июля с вручением ордена Ленина и золотой медали «Серп и Молот».
С конца 1948 года — директор каракульсовхоза в Астраханской области. В 1952 году был назначен директором Астраханского треста каракульсовхозов. В 1955 году по линии ООН был направлен в Монголию на должность Государственного советника Министерства сельского хозяйства Монгольской Народной Республики. В 1958 году по возвращении в СССР трудился главным зоотехником и директором совхозов «Байыркумский», «Арысский» и «Шаульдерский». С 1963 года — заместитель начальника Главного управления животноводства и главный зоотехник Министерства сельского хозяйства Казахской ССР. Позднее был назначен начальником этого же управления.
В 1962—1968 годах — член координационного совета научных работ Всесоюзной академии сельскохозяйственных наук. В 1966 году защитил диссертацию на соискании научной степени кандидата экономических наук. С 1968 года заведовал кафедрой Алма-Атинского зооветеринарного института.
Автор учебного пособия «Каракулеводство». Написал более тридцати научных работ.
После выхода на пенсию проживал в Алма-Ате, где скончался в 2004 году.
Сочинения
- Развитие каракулеводства в Казахстане, Алма-Ата : Кайнар, 1978. — 135 с.; 21 см.